# Placa Helênica

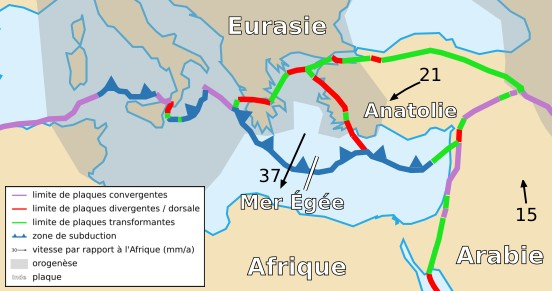
Placa Anatólia e Placa Helênica.

A Placa Helénica, ou Helênica, ou Placa do Mar Egeu, é uma das muitas sub-placas no globo.